# Alopecosa moesta
Alopecosa moesta är en spindelart som först beskrevs av Holmberg 1876.  Alopecosa moesta ingår i släktet Alopecosa och familjen vargspindlar. Inga underarter finns listade i Catalogue of Life.